# 鳖四
鳖四（δCrA/南冕座δ）,是南冕座的一颗恒星。距离地球大约179光年，其光度约为太阳的53倍，表面温度为4801开尔文。它是一个恒星光谱为K1III的橙巨星，质量约为太阳质量的1.64倍。